# Yo creo
Yo creo es el nombre del cuarto álbum de estudio del cantante mexicano Carlos Rivera. Fue lanzado al mercado por Sony Music el 5 de febrero de 2016. Se lanzó una reedición especial en 2017, el cual contó con el sencillo «Lo digo» con Gente de Zona.

## Lista de canciones

### Edición estándar (2016)
| N.º | Título                            | Escritor(es)                   | Duración |  |
| 1.  | «Cambiar de opinión»              | Pablo Preciado                 | 3:07     |  |
| 2.  | «Otras vidas»                     | Leonel García, Carlos Rivera   | 3:31     |  |
| 3.  | «Quedarme aquí»                   | Pablo Preciado                 | 2:53     |  |
| 4.  | «Cómo pagarte»                    | Carlos Rivera, Jules Ramllano  | 3:31     |  |
| 5.  | «Que lo nuestro se quede nuestro» | Carlos Rivera                  | 3:42     |  |
| 6.  | «Deja amarte»                     | Carlos Rivera, Carlos Baute    | 3:04     |  |
| 7.  | «Tú fuiste para mí»               | Carlos Rivera                  | 3:54     |  |
| 8.  | «Serás»                           | Carlos Rivera                  | 3:34     |  |
| 9.  | «Juego de ajedrez»                | Carlos Rivera, Ernesto Carreyó | 2:43     |  |
| 10. | «No llores más»                   | Carlos Rivera                  | 3:51     |  |
| 11. | «La Mitad»                        | Pablo López                    | 3:36     |  |
| 12. | «Día de lluvia» (con Abel Pintos) | Carlos Rivera                  | 3:59     |  |
| 13. | «Sabía usted»                     | Armando Manzanero              | 3:21     |  |

### Edición especial (2017)
| N.º | Título                        | Escritor(es)             | Duración |  |
| 14. | «Lo digo» (con Gente de Zona) | Carlos Rivera, Gianmarco | 3:47     |  |
| 15. | «Voy a amarte»                | Valeria Gastaldi         | 4:08     |  |
| 16. | «No es por ti»                | Leonel García            | 3:38     |  |
| 17. | «Lo digo» (versión pop)       | Carlos Rivera, Gianmarco | 3:35     |  |
| 18. | «Lo digo» (versión acústica)  | Carlos Rivera, Gianmarco | 4:07     |  |

### Edición especial para plataformas digitales (2017)
| N.º | Título                                                                 | Duración |  |
| 19. | «Cómo pagarte» (versión acústica)                                      | 3:48     |  |
| 20. | «Otras vidas» (versión acústica)                                       | 3:40     |  |
| 21. | «Quedarme aquí» (versión acústica)                                     | 3:06     |  |
| 22. | «Que lo nuestro se quede nuestro» (versión acústica)                   | 3:39     |  |
| 23. | «No llores más» (versión acústica, con Noel Schajris y Fela Domínguez) | 4:40     |  |

## Certificaciones
| País      | Organismo certificador | Certificación | Ventas certificadas | Ref.  |
| --------- | ---------------------- | ------------- | ------------------- | ----- |
| Argentina | CAPIF                  | Oro           | 20,000              | [ 4 ] |
| Chile     | IFPI                   | Oro           | 5,000               | [ 4 ] |
| España    | PROMUSICAE             | Oro           | 30,000              | [ 4 ] |
| México    | AMPROFON               | 2× Platino    | 120,000             | [ 4 ] |
| Uruguay   | CUD                    | Platino       | 10,000              | [ 4 ] |